# Soyuz 18a
Soyuz 18a (também conhecido como Soyuz 7K-T No.39, Soyuz 18-1 ou mesmo Anomalia de 5 de abril:192–3) foi um lançamento mal sucedido de uma nave Soyuz pela União Soviética em 1975. A missão deveria acoplar com a Salyut 4, mas devido a um defeito no foguete, a tripulação não entrou em órbita. A equipe consistia do comandante Vasili Lazarev e do engenheiro de voo civil Oleg Makarov. Apesar da missão ter sido abortada e não alcançado seu objetivo, a nave passou da linha de Kármán, assim realizando um voo suborbital na definição internacional, com a sobrevivência da tripulação. De início a tripulação temeu ter pousado na China, mas foram resgatados em segurança.
O acidente foi parcialmente revelado pelos Soviéticos devido a preparação para a Apollo-Soyuz que viria a ocorrer três meses depois. Lazarev jamais retornou ao espaço e nunca se recuperou totalmente do acidente; Makarov realizou outros dois voos abordo da Soyuz com destino à Salyut 6.

## Tripulação
| Posição           | Cosmonauta     |
| ----------------- | -------------- |
| Comandante        | Vasili Lazarev |
| Engenheiro de voo | Oleg Makarov   |

Suplentes
| Posição           | Cosmonauta         |
| ----------------- | ------------------ |
| Comandante        | Pyotr Klimuk       |
| Engenheiro de voo | Vitali Sevastyanov |

## Missão
Esperava-se que a missão fosse a segunda missão tripulada à Salyut 4, com duração de 60 dias. Ambos os tripulantes já haviam voado juntos, na Soyuz 12, em setembro de 1973, com o objetivo de testar uma nova variante da Soyuz após a fatalidade da Soyuz 11.
O lançamento ocorreu de acordo com o plano até T+288,6 segundos e numa altitude de 145 km, quando os segundos e terceiros estágios do propulsor iniciaram sua separação. Apenas três das seis travas segurando os estágios se soltaram e o motor do terceiro estágio se ligou com o segundo estágio ainda acoplado. O impulso do terceiro estágio quebrou as travas restantes, libertando o segundo estágio e forçando o propulsor de tal forma inesperada que fez com que ele se desviasse de sua trajetória. Aos T+295 segundos o desvio foi detectado pelo sistema de navegação da Soyuz, o que ativou o aborto. Já que a torre de escape não estava mais acoplada, o aborto foi executado pelos motores da Soyuz. Eles separaram a nave do terceiro estágio e separaram os módulos de habitação e de serviço para a reentrada. Na hora, quando o sistema de segurança iniciou a separação, a nave já estava apontada para a Terra, o que aumentou a velocidade de descida. Em vez da aceleração esperada numa situação de emergência sendo de 15 g, os cosmonautas foram expostos a 21,3 g. Apesar da pressão, os paraquedas foram abertos de forma bem sucedida e a cápsula pousou após 21 minutos.
De acordo com uma fonte, a cápsula pousou ao sudeste de Gorno-Altaisk, num ponto a 829 quilômetros ao norte da borda Chinesa. A cápsula pousou numa descida coberta por neve e rolou na direção de uma queda de 152 metros, mas os paraquedas se enroscaram na vegetação. Tendo pousado numa área cuja neve chegava no peito e uma temperatura ambiente de - 7ºC, os cosmonautas vestiram suas roupas de sobrevivência no frio. Por não saberem se pousaram ou não na China, numa época onde as relações Sino-Soviéticas eram extremamente hostis, eles destruíram os documentos relacionados com um experimento militar de observação que seria realizado durante o voo. Eles teriam saído da cápsula pouco após o pouso e feito uma fogueira. Logo a tripulação tinha contato por rádio com a equipe de resgate, que confirmou que estavam na União Soviética, perto da cidade de Aleysk. A neve profunda, alta altitude e o terreno fez com que a equipe de resgate tivesse dificuldade em chegar nos cosmonautas. Eles só foram resgatados no dia seguinte. A tripulação retornou para a Cidade das Estrelas; a cápsula foi resgatada pouco tempo depois.
Os relatos iniciais declaram que os tripulantes não tinham sofrido nenhum dano devido ao voo. Entretanto, depois foi relatado que Lazarev se machucou devido a alta aceleração na reentrada. Makarov veio a participar da Soyuz 26, Soyuz 27 e Soyuz T-3.
Na época de Leonid Brejnev, era raro que qualquer coisa fosse revelada sobre os fracassos na União Soviética, então a primeira publicação local sobre as realidades do voo ocorreram um mês depois (8 de maio de 1975). Os estadunidenses foram informados em 7 de abril de 1975, após o resgate da tripulação. Entretanto, já que o aborto ocorreu nas preparações para a Apollo-Soyuz, os Estados Unidos requisitaram que um relatório mais detalhado fosse enviado, tento até ocorrido um inquérito congressional sobre esse e outros acidentes. No relatório que os Soviéticos fizeram para os Estadunidenses, o aborto foi chamado de "Anomalia de 5 de abril" e já que foi a única forma que os soviéticos chamavam o acidente, acabou virando o nome "oficial" por anos. Também foi revelado que o propulsor usado no lançamento era de um modelo antigo, não o mesmo que seria usado na Soyuz 19. Em alguns livros a missão é chamada de Soyuz 18a ou Soyuz 18-1, já que a missão seguinte, em maio de 1975, foi chamada de Soyuz 18, já que os Soviéticos só numeravam os lançamentos bem sucedidos.
O ponto exato do pouso da cápsula foi motivo de debate entre historiadores aeroespaciais por anos. Uma fonte russa citada por James Oberg, declarou que o pouso ocorreu na Mongólia.
Esse foi o único caso de um acidente com propulsor em alta altitude com a Soyuz até a Soyuz MS-10 em 11 de outubro de 2018.